# Solanum refractum
Solanum refractum là loài thực vật có hoa trong họ Cà. Loài này được Hook. & Arn. miêu tả khoa học đầu tiên năm 1838.